# Будалов, Сергей Николаевич
Сергей Николаевич Будалов (род. 7 августа 1949, Иваново) — советский легкоатлет, специалист по прыжкам в высоту. Выступал за сборную СССР по лёгкой атлетике в 1970-х годах, победитель и призёр первенств национального значения, участник летних Олимпийских игр в Монреале. Представлял Московскую область и спортивное общество «Спартак». Мастер спорта СССР международного класса. Впоследствии — тренер по лёгкой атлетике.

## Биография
Сергей Будалов родился 7 августа 1949 года в Иваново.
Занимался лёгкой атлетикой в ивановской Детско-юношеской спортивной школе, позже состоял в добровольном спортивном обществе «Спартак», был подопечным тренеров В. Дьячкова и А. Готовкина. Окончил Смоленский государственный институт физической культуры (1973).
Первого серьёзного успеха на взрослом всесоюзном уровне добился в сезоне 1970 года, когда на чемпионате СССР в Минске превзошёл всех своих соперников в прыжках в высоту и завоевал золотую медаль.
В 1971 году одержал победу на зимнем чемпионате СССР в Москве, с результатом в 2,11 метра занял восьмое место на чемпионате Европы в помещении в Софии.
На чемпионате СССР 1973 года в Москве вновь был лучшим в прыжках в высоту.
В 1974 году добавил в послужной список награду серебряного достоинства, полученную на зимнем чемпионате СССР в Москве. Весной того же сезона за выдающиеся спортивные достижения удостоен почётного звания «Мастер спорта СССР международного класса».
На чемпионате СССР 1976 года в Киеве занял первое место с личным рекордом — 2,25 метра. Благодаря череде удачных выступлений удостоился права защищать честь страны на летних Олимпийских играх в Монреале — взял планку в 2,21 метра, расположившись в итоговом протоколе соревнований на четвёртой строке.
После окончания спортивной карьеры в 1977 году, работал старшим редактором Главной редакции спортивных программ Гостелерадио СССР.
В 1979 году окончил спецотделение факультета журналистики МГУ им. Ломоносова. Работал спортивным комментатором по легкой атлетике на
Олимпиаде 80 в Москве,на  Чемпионатах Европы, Кубков Мира, Чемпионатах СССР.
В 1988  году с отличием закончил ВШТ(Высшая школа тренеров) при ГЦОЛИФК.
Впоследствии проявил себя как тренер по лёгкой атлетике, работал в спортивной школе олимпийского резерва «Юность Москвы». Отличник физической культуры и спорта (2009).